# Біблійне оповідання про сотворення світу
«Біблійне оповідання про сотворення світу» — твір українського письменника Івана Франка.
Цю працю Франко опублікував 1905 року у львівському щомісячнику «Новий громадський голос». Тоді вона також вийшла у Львові окремою брошурою. Але згуртоване львівське духовенство, дізнавшись про зміст твору, викупило весь наклад і спалило.
Однак праця перевидавалася незначними накладами: в Канаді (1918), США (1969), Австралії (1984), у Львові (2000, 2002, 2006), Києві (2003).